# Martyna Majok
Martyna Majok (/ˈmaɪoʊk/ MY -ohk; nascuda el 1985) és una dramaturga nord-americana d'origen polonès que va rebre el Premi Pulitzer de Drama 2018 per l'obra Cost of Living (El cost de la vida). Va emigrar als Estats Units de petita i va créixer a Nova Jersey. Majok va estudiar escriptura teatral a la Yale School of Drama i a la Juilliard School. Les seves obres solen estar compromeses políticament, presenten humor negre i experimenten amb l'estructura i el temps.
Va començar a ser coneguda amb Ironbound (2014). Després, van venir Cost of Living (2016), Queens (2018) i Sanctuary City (2021). A l'abril de 2021, es va anunciar que adaptaria The Great Gatsby per a l'escenari de Broadway, amb Florence Welch i Thomas Bartlett.
El 2023 es va estrenar la seva obra El cost de la vida a La Villarroel.

## Premis i honors
Els premis de Majok inclouen:
- 2007 UChicago 's the Olga and Paul Menn Foundation Prize in Playwriting[7]
- Premi d'escriptura dramàtica feminista Jane Chambers 2011 i 2018
- Premi Campions del Canvi de l'oficina de l'alcalde de Nova York
- Premi Stacey Mindich dels Lilly Awards
- Premi Francesca Primus de l'Associació Americana de Crítics de Teatre
- 2013 National New Play Network 's Smith Prize for Political Playwriting – Ironbound
- Premi Global Age Project de Aurora Theatre – Ironbound
- Premi de dramaturg americà emergent David Calicchio del Marin Theatre 2014 – Ironbound[8]
- Premi Charles MacArthur dels premis Helen Hayes 2016 a la millor obra de teatre original o musical - Ironbound[9]
- Premi Helen Merrill al dramaturg emergent 2016[10]
- Premi New Play de la Fundació Edgerton 2016 - Cost de la vida[11]
- Premi Jean Kennedy Smith del Centre Kennedy - Cost de la vida
- Ashland New Plays Festival Women's Invitational Prize - Cost of Life
- Premi Lanford Wilson del Gremi de dramaturgs 2017[12]
- Premi Pulitzer de drama 2018 - Cost de la vida[13]
- Premi Lucille Lortel 2018 a la millor obra nova - Cost de la vida
- 2019 Edgerton Foundation New Play Award – Sanctuary City[14]